# NGC 4653
NGC 4653 est une galaxie spirale intermédiaire (barrée ?) située dans la constellation de la Vierge. Sa vitesse par rapport au fond diffus cosmologique est de 2 960 ± 24 km/s, ce qui correspond à une distance de Hubble de 43,7 ± 3,1 Mpc (∼143 millions d'al). NGC 4653 a été découverte par l'astronome germano-britannique William Herschel en 1787.
La classe de luminosité de NGC 4653 est III-IV et elle présente une large raie HI.
En raison d'une brillance de surface égale à 14,51 mag/am2, on peut qualifier NGC 4653 de galaxie à faible brillance de surface (LSB en anglais pour low surface brightness). Les galaxies LSB sont des galaxies diffuses (D) avec une brillance de surface inférieure de moins d'une magnitude à celle du ciel nocturne ambiant.
À ce jour, deux mesures non basées sur le décalage vers le rouge (redshift) donnent une distance de 40,200 ± 1,556 Mpc (∼131 millions d'al), ce qui est à l'intérieur des valeurs de la distance de Hubble. Notons cependant que c'est avec la valeur moyenne des mesures indépendantes, lorsqu'elles existent, que la base de données NASA/IPAC calcule le diamètre d'une galaxie et qu'en conséquence le diamètre de NGC 4653 pourrait être d'environ 39,2 kpc (∼128 000 al) si on utilisait la distance de Hubble pour le calculer.

## Supernova
Deux supernovas ont été découvertes dans NGC 4653 : SN 1999gk et SN 2009ik.

### SN 1999gk
Cette supernova a été découverte le 15 décembre 1999 par l'astronome Perry Berlind du Harvard-Smithsonian Center for Astrophysics (CfA). Cette supernova était de type II.

### SN 2009ik
Cette supernova a été découverte le 22 août 2009 par l'astronome amateur sud africain Berto Monard. Cette supernova était de type Ia.